# Elixirul dragostei
Elixirul dragostei (în italiană L’elisir d’amore) este o operă în 2 acte, pe un libret de Felice Romani, muzica de Gaetano Donizetti.
Premiera operei a avut loc la Milano, la „Teatro Cannobiana”, în ziua de 2 mai 1832.

## Personaje
- Adina – o țărancă bogată și frumoasă (soprană),
- Nemorino – un tânăr țăran (tenor),
- Belcore – sergent (bariton),
- Dulcamara – un șarlatan (basso buffo),
- Giannetta – jeune paysanne (soprană).
- Țărani, soldați din plutonul lui Belcore

## Acțiunea

### Actul I

#### Tabloul 1
Țăranii se odihnesc în miezul zilei, câteva clipe. Adina le citește dintr-o carte povestea lui Tristan, care a făcut pe Isolda să-l iubească, dându-i să bea din elixirul iubirii. Nemorino ar fi dorit să fie și el iubit de Adina, dar nu știe cum să procedeze, pentru că ea se poartă indiferent cu el. Dar indiferența Adinei e prefăcută. Ea nu dorește altceva decât să înfrânga timiditatea lui Nemorino. Și iata că se iveste un prilej: în sat sosește o mică unitate militară, în frunte cu sergentul Belcore, venit să faca recrutări. Adina se bucură de atențiile curtenitoare ale țanțoșului sergent, pentru a provoca declarația lui Nemorino. Dar acesta parcurge drumul numai până la jumătate, fiindu-i teamă că va fi luat în râs.

#### Tabloul 2
În piața satului descinde doctorul Dulcamara, care oferă tuturor leacuri pentru orice boală. Nemorino îi cere elixirul dragostei pe care Dulcamara i-l oferă cu ușurință, sub forma unei sticle cu vin. Încălzit de vinul băut, Nemorino prinde curaj, refuzând să mai priveasca pe Adina pâna a doua zi, când "elixirul" trebuie să-și facă efectul. Adina e intrigată de purtarea lui și, pentru a-l forța să ia o hotărâre, primește cererea în căsătorie a lui Belcore, anunțând nunta chiar pentru acea seară. Sergentul - care trebuie să plece a doua zi, invită fetele și băieții la petrecere.

### Actul II

#### Tabloul 3
Invitații petrec, beau și se veselesc. Dulcamara, invitat și el, se dovedeste a fi un plăcut nuntaș care nu s-ar da în lături de la o aventură chiar cu mireasa. Dar iată că Nemorino îi cere disperat un sfat pentru a amâna nunta Adinei pâna când își face efectul elixirul. Dulcamara îl convinge că o nouă doză ar putea să grăbească efectul. Dar Nemorino nu mai are bani cu ce să mai cumpere. Belcore apare ca un salvator: el va da bani tânărului țăran în schimbul înrolării în trupele sale. Pentru a obține suma necesară, Nemorino primește, și astfel obține și doza promisă de Dulcamara, încă o sticlă de vin.

#### Tabloul 4
După ce bea vinul, Nemorino se pomenește asaltat de fetele din sat care au aflat că acesta moștenește pe un unchi al său. El e convins că toate acestea se datorează efectului băuturii. Până și Adina, geloasă pe comportarea fetelor, pare că și-a schimbat atitudinea. Nunta cu Belcore nu mai are loc. Acesta părăsește satul, dar fără noul recrut, căci Adina a restituit banii primiti în schimbul contractului. Această dovadă de dragoste a Adinei, provoacă și hotărârea lui Nemorino. Ei se vor căsători după plecarea lui Dulcamara, cel care le-a dăruit tuturor adevăratul "Elixir al dragostei".

## Discografie
- 1970: CD (DECCA) cu Joan Sutherland, Luciano Pavarotti, Dominic Cossa, Spiro Malas, Maria Casula și English Chamber Orchestra dirijată de Richard Bonynge
- 1990: CD cu Kathleen Battle, Luciano Pavarotti, Leo Nucci și Metropolitan Opera Orchestra sub bagheta lui James Levine
- 1997: DVD cu Angela Gheorghiu, Roberto Alagna
- 2005: DVD cu Anna Netrebko, Rolando Villazón, Leo Nucci, Ildebrando D'Arcangelo și Wiener Staatsoper dirjată de Alfred Eschwé